# Sawa (gruppo musicale)
I Sawa sono stati un gruppo musicale giapponese formato nel 2008 dalla cantante Sawa Katō e dal compositore, chitarrista e pianista Hizmi (pseudonimo di Takeharu Ishimoto) e scioltosi nel 2011.

## Storia del gruppo
Influenzata da artisti come Chet Baker, Tom Waits e Muse, la giovane cantante Sawa Katō conosce il musicista Takeharu Ishimoto nel 2007, con cui realizza la colonna sonora del videogioco The World Ends with You, in cui Sawa canta tre canzoni. I due decidono quindi di formare il gruppo Sawa, che si completa con l'entrata del batterista Maki e della bassista Masi. Pubblicano nel 2008 il loro primo album, 333, seguito nel 2009 dall'EP Figure and Shadow. La band si è successivamente sciolta, anche se Sawa e Takeharu Ishimoto hanno continuato a collaborare nel nuovo gruppo di quest'ultimo, chiamato The Death March.

## Formazione
- Sawa (Sawa Katō) – voce, chitarra
- Hizmi (Takeharu Ishimoto) – chitarra, tastiera, programmazione
- Masa – basso
- Maki – batteria

## Discografia

### Album in studio
- 2008 – 333

### EP
- 2009 – Figure and Shadow